# Maldición, va a ser un día hermoso
«Maldición, va a ser un día hermoso», es una canción del grupo musical argentino Patricio Rey y sus Redonditos de Ricota, incluida como séptima canción del álbum de estudio titulado ¡Bang! ¡Bang! Estás liquidado. Es una de las canciones más conocidas del grupo. El Indio Solari reveló que ésta fue la primera canción que escribió para el grupo en una carta abierta realizada en el año 2008, en respuesta a algunas preguntas de sus seguidores.